# Wilhelm Schaffrath

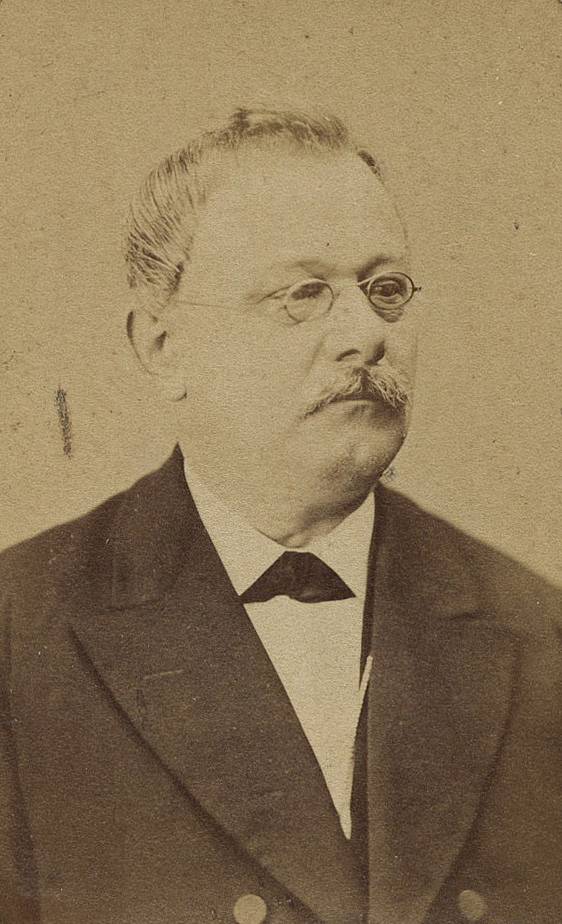
Wilhelm Schaffrath (um 1873)

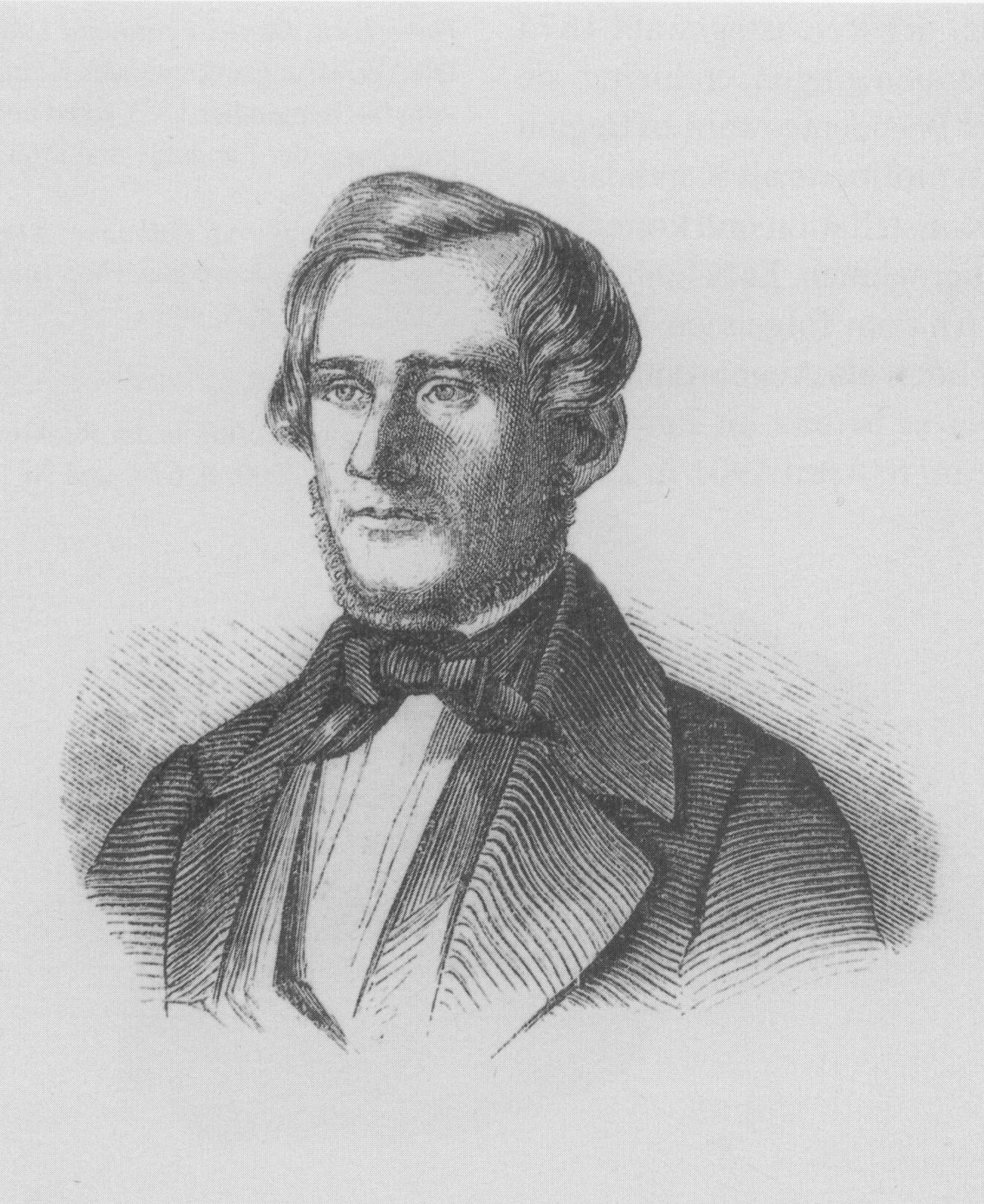
Wilhelm Schaffrath (um 1848)

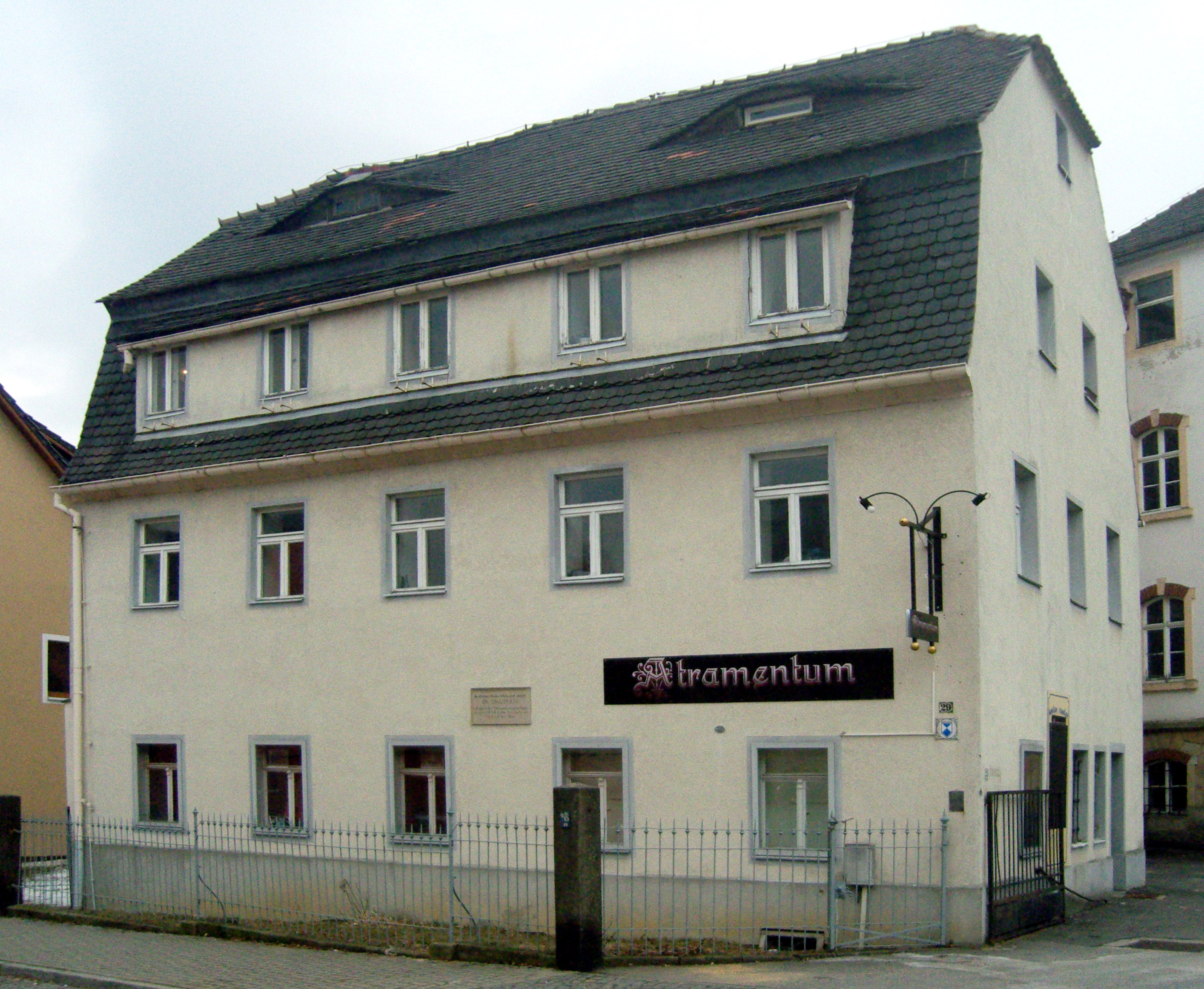
Wohnhaus in Neustadt in Sachsen

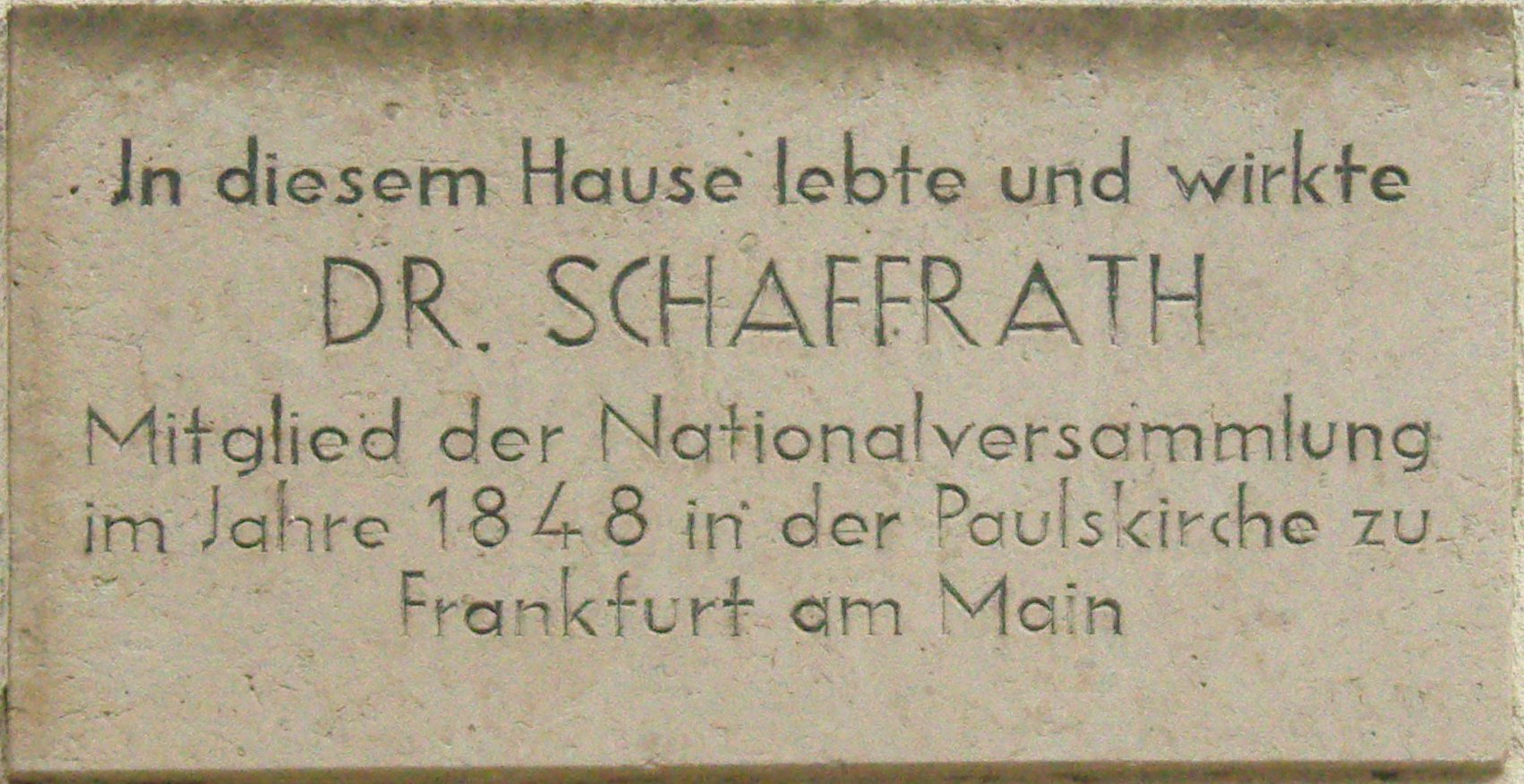
Gedenktafel am Wohnhaus

Wilhelm Michael Schaffrath (* 1. Mai 1814 in Schöna; † 7. Mai 1893 in Dresden) war ein deutscher Jurist und Politiker. Er war Mitglied der Frankfurter Nationalversammlung, Reichstagsabgeordneter sowie Abgeordneter des sächsischen Landtags.

## Kindheit, Schulzeit in St. Afra, Studium in Leipzig

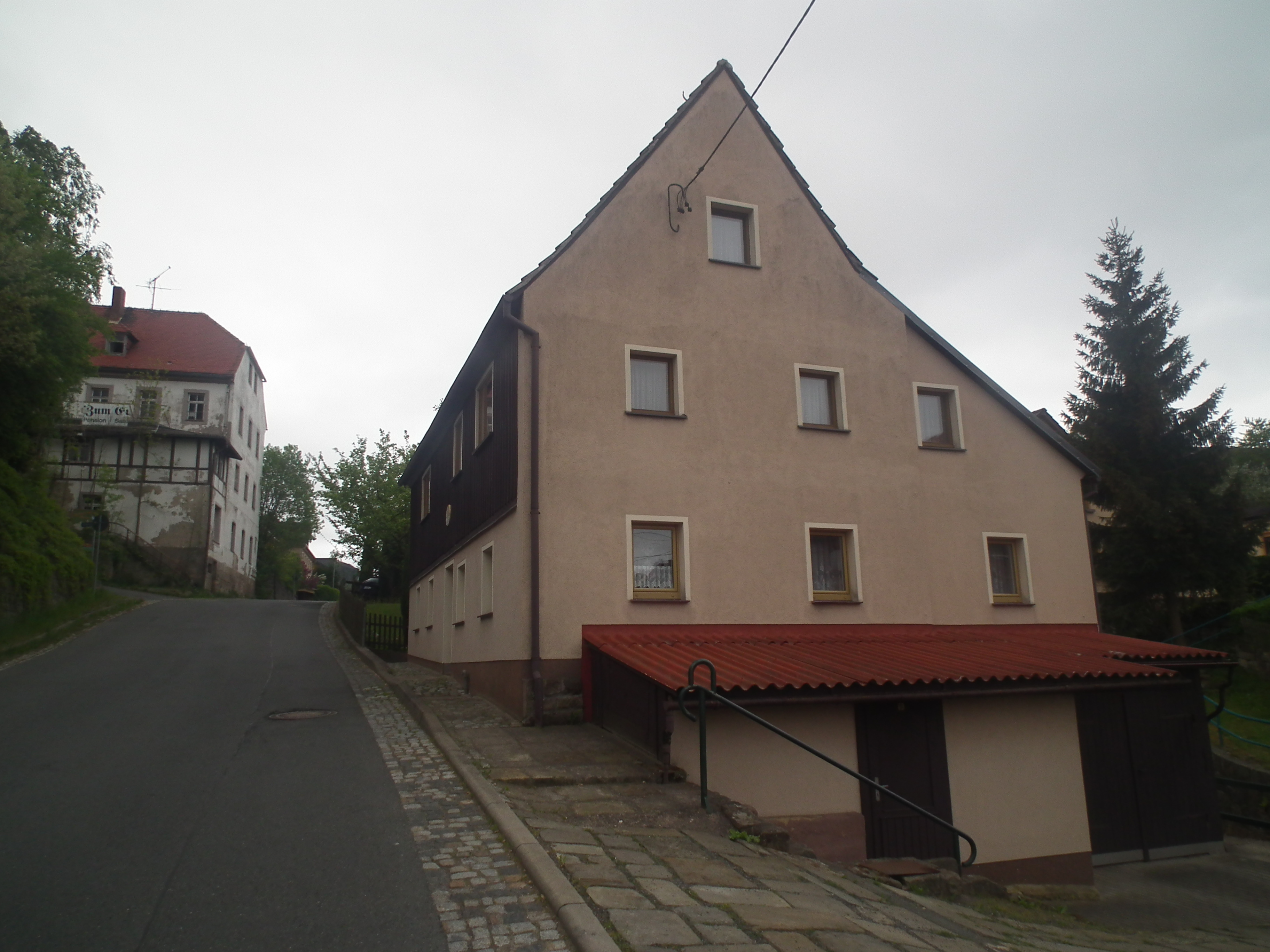
Geburtshaus von Wilhelm Schaffrath in Schöna

Wilhelm Michael Schaffrath wurde am 1. Mai 1814 in Schöna in der Sächsischen Schweiz geboren. 1816 zog die Familie mit ihren zehn Kindern aus beruflichen Gründen nach Lauterbach bei Stolpen: Vater Schaffrath wurde dort Dorfschullehrer. Wilhelms Lerneifer wurde bemerkt und gefördert: Eine Freistelle der Stadt Stolpen ermöglichte ihm die erstklassige Schulbildung an  der Meißner Fürstenschule St. Afra.
Der sächsische Kronprinz Friedrich – der spätere König Friedrich August II. – wurde auf Wilhelm Schaffrath aufmerksam, angeblich weil er bei einem Manöver ein Latein-Lehrbuch dabei hatte. Der Kronprinz ermöglichte dem wissbegierigen Jungen das Jurastudium an der Universität Leipzig. Dieses absolvierte er in drei Jahren, ein Jahr danach war er promoviert und erhielt die Lehrbefähigung.
Schaffrath wollte mit 23 Jahren seine wissenschaftliche Laufbahn beginnen. Doch es kam anders, da der Jura-Neuling während der Promotion die Verteidigung von 19 Burschenschaftern übernahm, die »wegen Teilnahme an geheimen und revolutionären Verbindungen« (die Mitgliedschaft in einer Burschenschaft reichte für diese Anklage aus) zu mehrjährigen Haftstrafen verurteilt worden waren. Ihm gelang in zweiter Instanz der Freispruch gegen die Richter des Königlich-Sächsischen Oberappellationsgerichts in Dresden. Da er nun auch noch öffentlich über den Prozess berichtete (»Kritik des in erster Instanz gegen neunzehn Mitglieder der Leipziger Burschenschaft gesprochenen Urtheils«, Altenburg 1839), blieben ihm sowohl die Hochschullaufbahn als auch eine Anstellung im Staatsdienst versagt.

## Leben und Wirken
Wilhelm Schaffrath promovierte zum Dr. phil. und war als Jurist in Leipzig ansässig. Dort verband ihn eine Freundschaft zu Robert Blum, mit dem er die Oppositionszeitungen Verfassungsfreund und Sächsische Vaterlandsblätter herausgab. 1848 war er Mitglied des Vorparlaments. Er war bei den Treffen des Hallgartenkreises anwesend und wurde ins Frankfurter Paulskirchenparlament gewählt. Parallel zur Arbeit in der Redaktion der Deutschen Reichstagszeitung war er als radikaler Demokrat im Donnersberg zugegen. Nach dem Ende der Märzrevolution emigrierte er in die Schweiz, wo er bis 1852 politisches Asyl in Anspruch nahm. Nach seiner Rückkehr nach Sachsen konnte er in einem Gerichtsverfahren seinen Freispruch durchsetzen. Von 1852 an war er Stadtgerichtsadvokat in Neustadt in Sachsen. 1856 ließ er sich in Dresden nieder, wo er 1872 auch die Zulassung als Notar erhielt.
Schaffrath zählte 1865 zu den Gründern der Sächsischen Fortschrittsvereins, dem Landesverband der linksliberalen Deutschen Fortschrittspartei im Königreich Sachsen. Von 1865 bis 1872 war er Mitglied der Dresdner Stadtverordnetenversammlung und war im Nachgang in wechselnden Vertretungsorganen der sächsischen Residenzstadt bis Mitte der 1870er tätig. Im Februar 1867 wurde er für die Fortschrittspartei in den konstituierenden Reichstag des Norddeutschen Bunds gewählt. Von 1871 bis 1874 und von 1878 bis 1879 gehörte er für den Reichstagswahlkreis Königreich Sachsen 10 dem Parlament des Deutschen Kaiserreichs an. 1871 zog er zusätzlich als Vertreter des dritten städtischen Wahlkreises (Bischofswerda, Pulsnitz, Stolpen, Radeberg, Radeburg, Großenhain) in den sächsischen Landtag ein und übte dieses Mandat bis 1879 aus. Unterstützt vom links- und rechtsliberalen Lager war er von 1871 bis 1875 zudem Vorsitzender der II. Kammer des Sächsischen Landtags. Ab 1883 bis zu seinem Tod war er von der II. Kammer gewählter Richter des sächsischen Staatsgerichtshofes. Er bekleidete diverse Ämter in lokalen und überregionalen Anwaltsvereinigungen.
Schaffrath wurde auf dem Trinitatisfriedhof in Dresden beigesetzt; sein Grab ist nicht erhalten.

## Ehrungen
1873 erhielt er den Titel eines Justizrats und 1891 den eines Oberjustizrats. 1887 wurde er zum Ehrenbürger von Neustadt in Sachsen ernannt.

## Werke
- Novum legum controversarum practicarum interpretationes, Meißen 1837
- Grundwissenschaft des Rechts und insbesondere des Strafrechts nach gemeinem deutschen Rechte und den neuen Strafgesetzbüchern. Darstellung des gemeinsamen Deutschen und Sächsischen Civil- und Criminal-Processes, Leipzig 1839
- Kritik des in erster Instanz gegen 19 Mitglieder der Leipziger Burschenschaft gesprochenen Urtheils, Altenburg 1839
- Grundwissenschaft des Rechts und insbesondere des Strafrechts, Leipzig 1840
- Codex Saxonicus oder Handbuch der gesammten im Königreiche Sachsen praktisch-gültigen sächsischen Gesetze von den ältesten Zeiten bis zum Schlusse des Jahres 1841, Altenburg 1841 (Digitalisat)
- Grundwissenschaft des Rechts und insbesondere des Strafrechts nach gemeinem deutschen Rechte und den neuen Strafgesetzbüchern, 3 Bde., Leipzig 1841–1842
- Codex Saxonicus. Chronologische Sammlung der gesammten praktisch-gültigen königlich sächsischen Gesetze von den ältesten Zeiten, vom Jahre 1255 an, bis zum Schlusse des Jahres 1840, 3 Bde., Leipzig 1842–1847
 (Digitalisate: Band 1, Band 2, Band 3, Registerband)
- Theorie der Auslegung constitutioneller Gesetze, Leipzig 1842
- Das Wahlrecht der Stadt- und Landgemeinden gegen die Schreibstubenherrschaft in Sachsen, Leipzig 1847
- Skizze eines Entwurfs einer Verfassung für den deutschen Bundesstaat, 1848
- Die Rechtsgültigkeit der Verfassung vom 28. März 1849, Leipzig 1850
- Kritik der Entscheidungsgründe des Königlich Sächsischen Oberappellationsgerichts gegen die Kämpfer für die Reichsverfassung O. L. Heubner und Genossen. Mit einem Abdruck jener Entscheidungsgründe, Leipzig 1851
- Gehört auch die Verfassungsmäßigkeit von Gesetzen zum Bereich der richterlichen Entscheidung?, Dresden 1863.